# باغ میرزا محمدرضا
باغ میرزا محمدرضا یکی از باغ‌های تاریخی استان فارس واقع در شهر شیراز بوده‌است که در دوران قاجاریه توسط میرزا محمدرضاخان مستوفی بنا شده‌است.
این باغ که هم‌اکنون ویران شده‌است ، در ضلع غربی خیابان باغ تخت قرار داشته‌است.